# Jimmy Kelly (cầu thủ bóng đá, sinh năm 1957)
James William Kelly (sinh ngày 2 tháng 5 năm 1957) là một cựu cầu thủ bóng đá người Anh. Ông thường thi đấu ở vị trí tiền vệ. Ông sinh ra ở Carlisle, Cumbria, thi đấu cho Manchester United, Chicago Sting, Tulsa Roughnecks, Los Angeles Aztecs, và Toronto Blizzard.